# Książęce groby grupy lubieszewskiej w Lubieszewie
Książęce groby grupy lubieszewskiej w Lubieszewie – cmentarzysko w okolicach wsi Lubieszewo, w powiecie gryfickim, w województwie zachodniopomorskim, datowane na okres od IV w. p.n.e. (kultura jastorfska) do I w. n.e. (grupa gustowska).

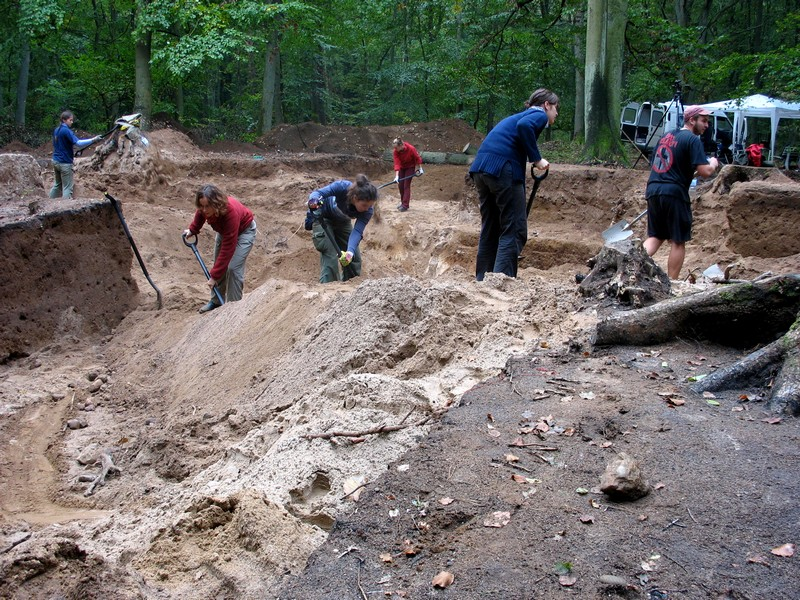
Zasięg prac archeologicznych, stanowisko 3 (niem. Tunnehult). Lubieszewo – 2006

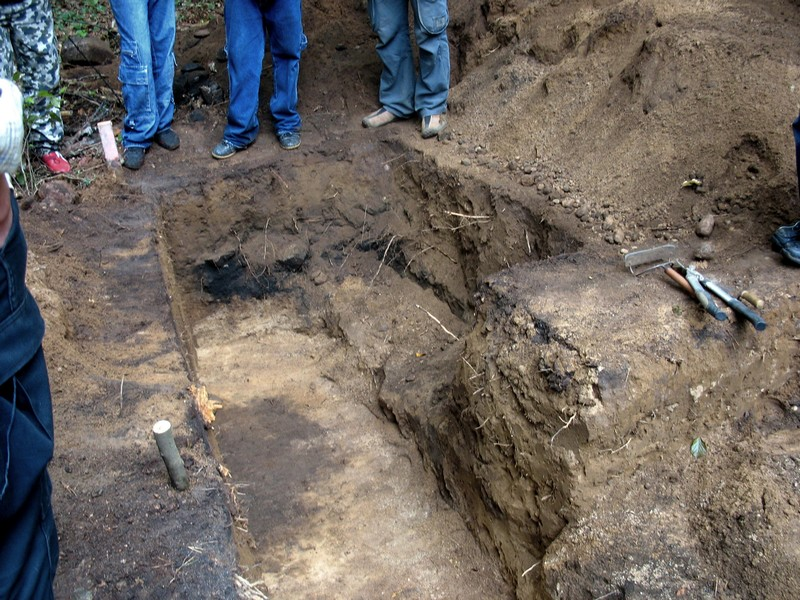
Kurhan książęcy nr 1, stanowisko 3 (niem. Tunnehult). Prace archeologiczne w Lubieszewie – 2006

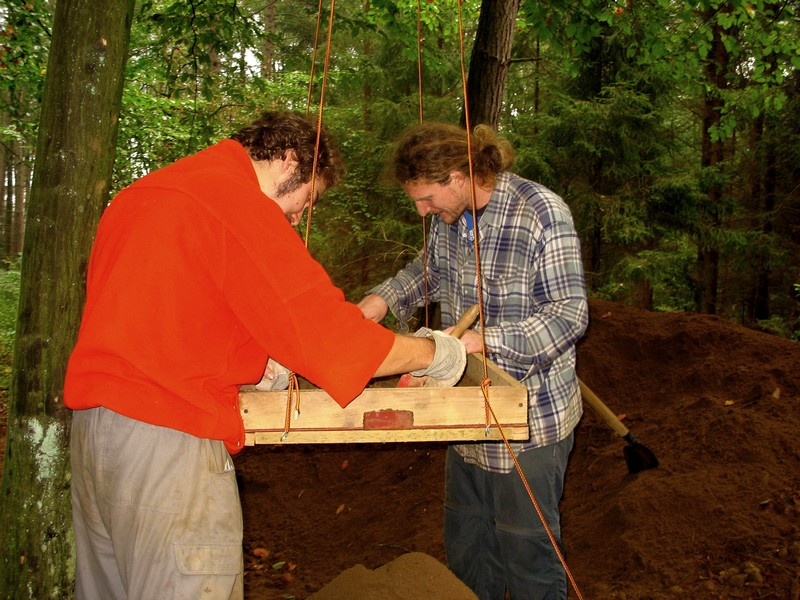
Przesiewanie piasku. Poszukiwanie inwentarza grobowego, stanowisko 3 (niem. Tunnehult). Lubieszewo – 2006

Groby grupy lubieszewskiej mają charakter ponadregionalny. Występują w środkowej i północnej Europie. Wyróżniają się określonym obrządkiem pogrzebowym, o wspólnych cechach i regule dla grobów tej grupy.

## Badania archeologiczne
Pierwsze prace archeologiczne przeprowadzone zostały w (niem.) Lübsow/Greifenberg in Pommern (Lubieszewo koło Gryfic), w latach 1908–1925 przez niemieckich archeologów. Odkrycia w latach 1937–1939 spowodowały, że wszystkie groby tego okresu, posiadające wspólne cechy pochówku, zostały nazwane grobami grupy lubieszewskiej. Nazwę tę nadał ówczesny kustosz (niem.) Pommersches Landesmuseum/Stettin – Hans Jürgen Eggers. Kolejne prace badawcze zostały przeprowadzone pod kierunkiem Ryszarda Wołągiewicza w latach 1964–1969 oraz Adama Cieślińskiego, Magdaleny Nowakowskiej i Jana Schustera (2006–2007). 
Cmentarzysko w Lubieszewie składa się z trzech nekropolii. W dwóch z nich odnaleziono ponad 150 grobów (w tym 3 kurhanowe), w trzeciej – 3 kurhanowe groby, w uroczysku (niem.) Tunnehult (złożonego z elity książęcej). We wszystkich grobach znajdowały się pochówki jamowe, popielnicowe i bezpopielnicowe, tzw. ciałopalne (także inhumowane) oraz szkieletowe (bez broni i narzędzi żelaznych) – bogato wyposażone. Wspólną cechą wszystkich kurhanów jest jednolita konstrukcja z podobnym wyposażeniem grobów (tzw. importy rzymskie). Nasypy kurhanów miały średnicę 20 m i wysokość ok. 2 m. Kurhany są położone poza właściwym cmentarzyskiem, w odrębnych nekropoliach. W pozostałych pochowano tzw. ludność rodową, według obrządku ciałopalnego. Charakterystyczną cechą tych grobów jest brak importów rzymskich.

## Stanowiska archeologiczne w Lubieszewie
Podczas przeprowadzanych badań w XX w. wyodrębniono 3 stanowiska archeologiczne. 
- Lubieszewo, stanowisko 1. Stanowisko archeologiczne zawierało 142 groby jamowe, popielnicowe i bezpopielnice (pojedyncze i zbiorowe) oraz, według badań H. J. Eggersa z 1939, 5 grobów jamowych[10]. Na stanowisku 1 znajdują się również dwa groby szkieletowe (grób 25 i 26)[6].
- Lubieszewo, stanowisko 2 (niem. Sandberg)[3]. Stanowisko archeologiczne zawierało 5 grobów popielnicowych i jamowych (groby płaskie) oraz 3 groby szkieletowe (groby z nasypami kamiennymi – kurhany, odkopane w latach 1908–1913, grób I, II, III, z bogatym inwentarzem grobowym – tzw. importami)[3][7][11].
- Lubieszewo, stanowisko 3 (niem. Tunnehult)[3]. Stanowisko archeologiczne zawierało 3 kurhany (grób 1–2 i 3), usypane z kamieni, z bogatym inwentarzem grobowym – tzw. importami (odkryte w 1925 oraz w 1938[3]).

## Fazy rozwoju osadniczego

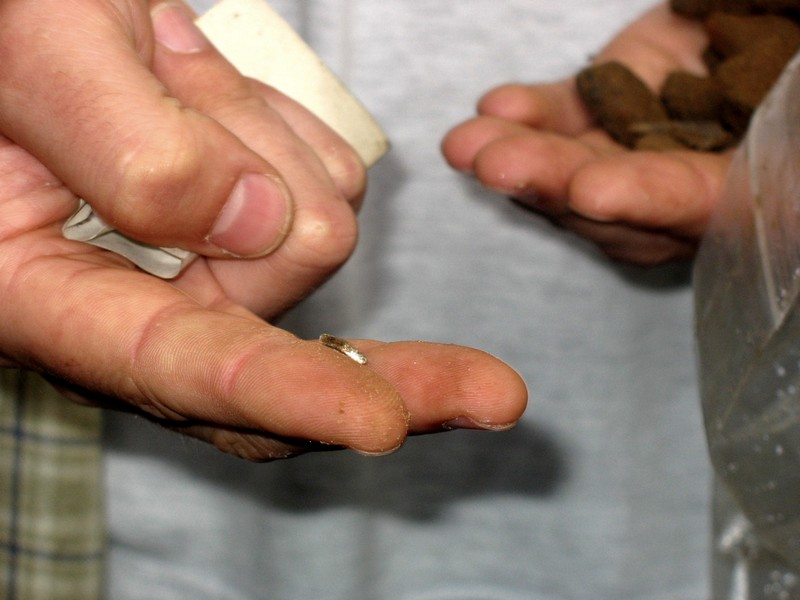
Fragment 1 inwentarza grobowego odkopanego na stanowisku 3 (niem. Tunnehult). Lubieszewo – 2006

W rozwoju tego regionu wyróżnia się 6 faz chronologicznych:
- Faza I – IV, od starszego okresu przedrzymskiego do środkowej fazy młodszego okresu przedrzymskiego, okres kultury jastorfskiej. Pod jej wpływem kształtowały się wyroby ceramiczne, z brązu i żelaza[1]. Wskazują na to odkopane paleniska o konstrukcjach kamiennych, jamy odpadkowe i gospodarcze, wśród których odnaleziono liczne fragmenty ceramiki i wyrobów metalowych. Na podstawie szczegółowej analizy zrekonstruowano narzędzia i formy naczyń[5].
- Faza V, młodsza faza okresu przedrzymskiego, kultura oksywska. Jej zasięg zbliżył się od wschodu do rzeki Regi. Charakterystyczne dla tego okresu było kultywowanie przez osadników lubieszewskich tradycji jastorfskich, nie spotykanych w innych rejonach Pomorza[1].
- Faza VI, początek okresu rzymskiego, grupa gustowska, w której dominują groby na zachód od rzeki Regi: na Nizinie Szczecińskiej i Pomorzu Zaodrzańskim z wyspą Rugią. Osadnictwo na tych terenach nie obejmowało starszego okresu poza Lubieszewem[1]. Stąd wysunięto wniosek, że w tym okresie musiał nastąpić ruch etniczny na zachód od rzeki Regi, aż po wyspę Rugię[12].

Na podstawie analizy badawczej wysunięty został pogląd, że książęta lubieszewscy odgrywali ogromną rolę, w kształtowaniu polityki i gospodarki tego regionu. Zawartość inwentarza grobowego stanowi natomiast dowód, na rozległe kontakty i wymianę handlową z Cesarstwem rzymskim (I w. n.e.). Odkopano między innymi zastawy naczyń z brązu do picia wina oraz kilka srebrnych, ceramicznych i szklanych pucharów (ze scenami walk gladiatorów), pochodzących z południowej Europy. Według współczesnych badań archeologicznych region lubieszewski charakteryzował się ciągłością osadniczą (IV w. p.n.e. – I w. n.e.).
O rozwoju osadnictwa zadecydowały warunki naturalne i położenie. Osada była położona w mikroregionie lubieszewskim, który stanowi płaskowyż o pow. 16 km², w kształcie czworoboku. Naturalną granicę tworzyły: dolina rzeki Regi – od północy (N) i południowego zachodu (SW), struga Lubieszowa – od północnego wschodu (NE), pasmo lasu – od południowego wschodu (SE). Obszar osady wynosił ok. 1,5 ha. Ekumena była zasobna w wodę, dobre gleby oraz lasy. Te ostatnie zostały częściowo wytrzebione na potrzeby osadnictwa oraz wypasu trzody chlewnej.

### Źródła
- Stubenrauch A., Tagebuch (1908–1913), Archiwum Muzeum Narodowego w Szczecinie, T. 28–31, Stettin 1913.

### Opracowania
- Eggers H. J., Lübsow, ein germanischer Fürstensitz der älteren Keiserzeit [w:] C. Schuchhardt i inni, Praehistorische Zeitschrift, T. 34–35, cz. 2, Berlin 1953.
- Jungklaus E., Römische Funde in Pommern, Greiswald 1924.
- Andrzej Kokowski, Starożytna Polska. Od trzeciego stulecia przed narodzeniem Chrystusa do schyłku starożytności, Warszawa: Wydawnictwo Trio, 2005, ISBN 83-7436-012-7, OCLC 69479176. Brak numerów stron w książce
- Wołągiewicz R., Lubieszewo, Materiały do studiów nad kulturą społeczności Pomorza Zachodniego w okresie od IV w. p.n.e. do I w. n.e., Szczecin 1994.
- Wołągiewicz R., Z badań archeologicznych w Lubieszewie nad osadnictwem w późnej starożytności i wczesnym średniowieczu [w:] Białecki T. (pod red.), Ziemia Gryficka 1969, Gryfickie Towarzystwo Kultury w Gryficach, Szczecin 1971.

### Opracowania online
- Fundacja Przyjaciół Instytutu Archeologii Uniwersytetu Warszawskiego, Lubieszewo, st. 3, gm. Gryfice, woj. zachodniopomorskie (pol.), [dostęp 2015-09-15].